# 派科爾
派科爾是哥倫比亞的城鎮，位於該國西南部，由乌伊拉省負責管轄，始建於1701年，面積298平方公里，海拔高度855米，2005年人口5,186，人口密度每平方公里17.4人。
2°27′N 75°46′W / 2.450°N 75.767°W